# Передерієнко Тамара Данилівна

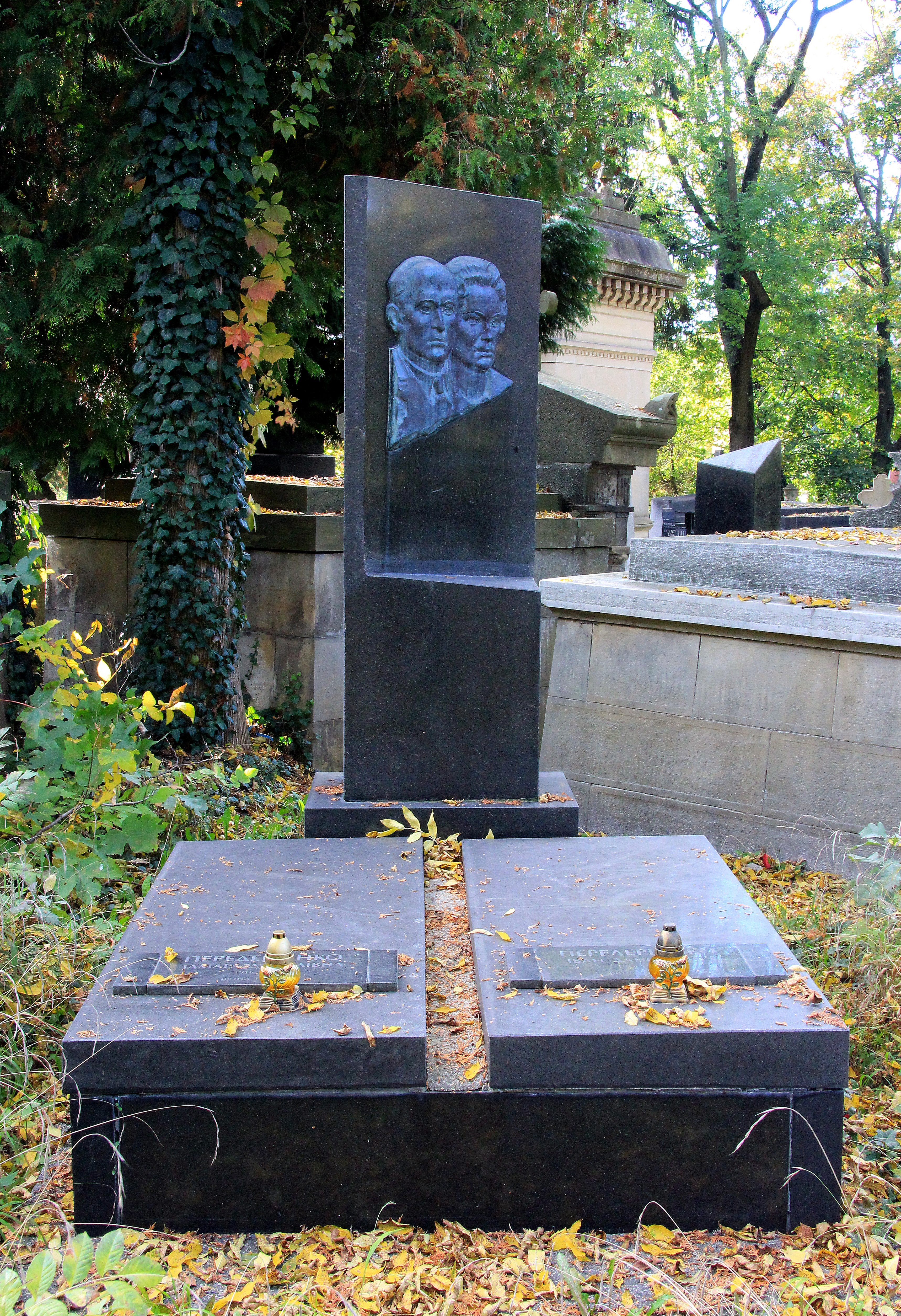

Тамара Данилівна Передерієнко (1916, місто Ташкент, тепер Республіка Узбекистан — загинула 23 серпня 1969) — українська радянська діячка, директор Львівського механізованого склозаводу. Депутат Верховної Ради СРСР 7-го скликання.

## Біографія
Народилася в родині залізничників. Здобула семирічну освіту, з 1933 року навчалася на робітничому факультеті при Московському транспортно-економічному інституті.
У 1938 році закінчила Казанський хіміко-технологічний інститут.
З 1938 року працювала начальником цеху заводу «Склотара» міста Орджонікідзе Північно-Осетинської АРСР. Під час німецько-радянської війни у 1942 році була евакуйована до міста Ташкента, де працювала начальником зміни на склозаводі.
У 1947–1956 роках — майстер, начальник цеху Львівського механізованого склозаводу. Обиралася секретарем партійної організації склозаводу.
Член КПРС з 1952 року.
У 1956 — 23 серпня 1969 року — директор Львівського механізованого склозаводу. За її сприяння було розроблено та освоєно новий метод безчовнового одержання віконного скла.
Трагічно загинула в результаті автомобільної катастрофи. Похована на полі 1 б Личаківського цвинтаря.

## Родина
Брат, Передерієнко Іван Данилович, кандидат технічних наук, доцент, завідувач кафедри будівельного виробництва Львівського політехнічного інституту. Загинув 23 серпня 1969 року в автомобільній катастрофі.

## Нагороди
- орден Леніна (7.03.1960)
- орден «Знак Пошани»
- лауреат Державної премії СРСР
- медалі